# Varga László (matematikus)
Varga László (Sárszentlőrinc, 1931. május 3. – 2020. szeptember 19.) alkalmazott matematikus, informatikus, egyetemi tanár.

## Életpályája
1956-ban alkalmazott matematikusi diplomát szerzett az ELTE Természettudományi Karán (ELTE-TTK). Azok közé tartozik, akik az első magyar számítógépen, az M-3-on kezdtek el programozni. 1956 és 1963 között a Szilárdtestfizikai és Optikai Kutatóintézet tudományos munkatársa volt. 1963 és 1979 között az MTA Központi Fizikai Kutatóintézet (KFKI) Számítástechnikai Főosztályán tudományos tanácsadó, majd főosztályvezető volt, nagy programrendszerek kidolgozásának projektjeit vezette. 1967-ben a matematikai tudományok kandidátusa lett, 1977-ben pedig az MTA doktora. 1978–1979-ben az amerikai Brown University vendégkutatója volt. 1979-től az ELTE-n tanított 1996-os nyugdíjazásáig, volt tanszékvezető, dékánhelyettes, az egyetemi tanács tagja. Szakmai irányítása mellett indult a programozó matematikus képzés az ELTE-n. A szoftvertechnológia és a programozási módszerek elmélete tantárgyak anyagának kidolgozója és oktatója volt. Nagy szerepe volt abban, hogy az Általános Számítógéptudományi Tanszékből kifejlődött az önálló informatikai kar.

## Munkássága
A magyarországi programozáselméleti iskola megalapítója és elismert képviselője volt. Kutatási területe: az objektumelvű programozás, a típusfogalom vizsgálata, a programok bonyolultsága és a párhuzamos programok helyessége. Több szakfolyóirat szerkesztője volt. Több egyetemi jegyzetet és tankönyvet írt.

### Könyvei
- Varga László: Programok analízise és szintézise, Akadémiai Kiadó, Budapest, 1981
- Varga László: A programozási módszertan elmélete I.-II. rész, ELTE TTK, 1989 (3. változatlan kiadás)
- Kozma László, Varga László: Adattípusok osztálya – Definíciók, elemzés, példák, ELTE TTK Informatikai Tanszékcsoport, Budapest, 2001
- Kozma  László, Varga  László: A szoftvertechnológia elméleti kérdései, ELTE Eötvös Kiadó, 2003

## Díjai, elismerései
- Munka Érdemrend ezüst fokozata, 1977
- Intézeti Első Díj, KFKI, Kalmár-díj, NJSZT, 1979
- Szent-Györgyi Albert-díj, oktatási miniszter, 1999
- Életműdíj, NJSZT, 2001
- A Magyar Köztársasági Érdemrend lovagkeresztje, 2001
- Eötvös József-díj, oktatási miniszter, 2006
- Pro Facultate informatika díj, ELTE TTK, 2007
- A Magyar Köztársasági Érdemrend tisztikeresztje, 2009
- Az ELTE díszdoktora, 2011